# Margarethe Weikert
Margarethe „Gretl“ Weikert (* 24. September 1914 in Budapest, Österreich-Ungarn; † unbekannt) war eine österreichische Skirennläuferin. Sie belegte Mitte der 1930er-Jahre mehrere Spitzenplätze bei internationalen Rennen und gewann die Bronzemedaille im Slalom bei den Weltmeisterschaften 1936.

## Biografie
Weikert wuchs in Wien auf und begann während ihrer Schulzeit mit dem Skisport. Erste beachtenswerte Resultate erzielte sie im Winter 1934, als sie in Kitzbühel Vierte in der Abfahrt und der Kombination sowie Fünfte im Slalom wurde. Der erste Podestplatz gelang ihr 1935 mit Rang zwei in der Abfahrt des Oskar-Janssen-Gedächtnisrennens in St. Anton. Damit kam sie auch ins Team für die Weltmeisterschaften in Mürren, wo ihr bestes Resultat der 15. Platz im Slalom war.
Bei den Olympischen Winterspielen 1936 in Garmisch-Partenkirchen belegte Weikert den 15. Platz im Slalom und den 21. Rang in der Abfahrt, womit sie in der Kombinationswertung auf den 18. Platz kam. Größeren Erfolg hatte sie bei den kurz darauf stattfindenden Weltmeisterschaften in Innsbruck, wo sie hinter Gerda Paumgarten und der Britin Evelyn Pinching überraschend die Bronzemedaille im Slalom gewann. In der Abfahrt belegte sie den 15. Platz und in der Kombination wurde sie Elfte. Im März gelangen ihr weitere Spitzenresultate: Bei den Hahnenkammrennen in Kitzbühel siegte sie im Slalom und belegte den zweiten Platz in der Kombination. Ebenfalls Zweite wurde sie im Slalom der Arlberg-Kandahar-Rennen in St. Anton. Im Winter 1937 beendete Weikert ihre Karriere.

## Erfolge

### Olympische Winterspiele
- Garmisch-Partenkirchen 1936: 18. Kombination

### Weltmeisterschaften
- Mürren 1935: 15. Slalom, 22. Abfahrt, 17. Kombination
- Innsbruck 1936: 3. Slalom, 11. Kombination, 15. Abfahrt